# Haba Haba
Pour les articles homonymes, voir Haba.
Haba Haba est une chanson de la chanteuse kenyano-norvégienne Stella Mwangi, sortie le 28 janvier 2011, et qui a représenté la Norvège au Concours Eurovision de la chanson 2011 qui s'est tenu à Düsseldorf en Allemagne, à l'ESPRIT Arena. La chanson se place à la 9e place avec un total de 56 points.